# One Boston Place
One Boston Place je mrakodrap v Bostonu. Má 41 podlaží a výšku 183 metrů, je tak 4. nejvyšší mrakodrap ve městě. Byl dokončen v roce 1970 podle projektu, který vypracoval architekt Pietro Belluschi.